# Lenka Teremová
Lenka Teremová (* 30. prosince 1963 v Prostějově), známá také pod jménem Lenka Blažejová nebo lady Aradia, je česká psycholožka, popularizátorka otevřeného přístupu k BDSM a profesionální domina.

## Život a mediální kariéra
Veřejně známá se stala zejména díky vystoupení v pořadu Tabu televize Nova.
V roce 2010 se rozvedla a místo vyvdaného příjmení Blažejová začala pro literární tvorbu užívat opět svoje rodné příjmení Teremová.

## Literární dílo
- BLAŽEJOVÁ, Lenka. Povolání Domina. Praha: Ottovo nakladatelství - Cesty, 1998. 260 s. ISBN 80-7181-221-8.
- BLAŽEJOVÁ, Lenka. Kdo s koho. Brumovice: Carpe diem, 1999. 186 s. ISBN 80-902354-7-6.
- BLAŽEJOVÁ, Lenka. Strach z lásky, sexu a samoty. Praha: Naše vojsko, 2003. 143 s. ISBN 80-206-0701-3.
- BLAŽEJOVÁ, Lenka. Jablko ze Sodomy. Roudnice nad Labem: Severin, 2001. 295 s. ISBN 80-238-7005-X.
- BLAŽEJOVÁ, Lenka. Láska na půl úvazku. Praha: Adonai, 2002. 209 s. ISBN 80-7337-040-9.
- BLAŽEJOVÁ, Lenka. Domina: nové příběhy a scénáře z SM studia studia. Roudnice nad Labem: Studio Aradia ve spolupráci s nakl. Severin, 2007. 145 s. ISBN 978-80-254-1303-6.
- BLAŽEJOVÁ-TEREMOVÁ, Lenka. Sexuální deviace? hledání hranice mezi kreativitou v sexu a sexuální deviací. Roudnice nad Labem: Severin, 2008. 260 s. ISBN 978-80-254-3878-7.
- TEREMOVÁ, Lenka. Daň z orgasmu. Praha: Erika, 2010. 125 s. ISBN 978-80-7190-723-7.
- TEREMOVÁ, Lenka. Láska online. Praha: Akcent, 2010. 208 s. ISBN 978-80-7268-696-4.
- TEREMOVÁ, Lenka. Někdo mě vede za ruku. Praha: Spira, 2011. 125 s. ISBN 978-80-7190-220-1.
- TEREMOVÁ, Lenka. Duše v labyrintu. [s.l.]: Erika, 2011. 155 s.
- TEREMOVÁ, Lenka. Útěky tam a zase zpátky. Praha: Spira, 2011. 159 s. ISBN 978-80-7190-136-5.
- TEREMOVÁ, Lenka. Čarodějka. Praha: Spira, 2011. 143 s. ISBN 978-80-7190-328-4.
- TEREMOVÁ, Lenka. Hra na lásku. Praha: Spira, 2011. 151 s. ISBN 978-80-7190-244-7.
- TEREMOVÁ, Lenka. Do tmy se neohlížej. Praha: Erika, 2012. 125 s. ISBN 978-80-7190-616-2.
- TEREMOVÁ, Lenka. Nedovolím ti odejít. Praha: Erika, 2011. 147 s.
- TEREMOVÁ, Lenka. Černý mág. Praha: Spira, 2012. ISBN 978-80-7190-712-1.
- TEREMOVÁ, Lenka. Deník pro mého psychiatra. Praha: Erika, 2011. ISBN 978-80-7190-460-1.
- TEREMOVÁ, Lenka. Nebezpečné hry. Praha: Spira, 2011. ISBN 978-80-7190-376-5.
- TEREMOVÁ, Lenka. Nymfomanky. Praha: Akcent, 2011. 136 s. ISBN 978-80-7268-880-7.

## Filmové role
- Playgirls
- Playgirls II – Irena
- Nebe, Peklo - dokument